# FIBA Europapokal der Landesmeister 1967/68
Die Saison 1967/68 war die 11. Spielzeit des FIBA Europapokal der Landesmeister, der von der FIBA Europa veranstaltet wurde.
Den Titel gewann zum vierten Mal Real Madrid aus Spanien.

## Modus
An der Endrunde nahmen die 15 Meister der jeweiligen nationalen Liga teil sowie Titelverteidiger Real Madrid. Zuerst wurde eine Qualifikation gespielt. Die Sieger der Spielpaarungen wurden in Hin- und Rückspiel ermittelt. Entscheidend war das gesamte Korbverhältnis beider Spiele.
Die Sieger der Spielpaarungen im Achtelfinale, in der Top-8-Gruppenphase, sowie im Halbfinale wurden ebenfalls in Hin- und Rückspiel ermittelt. Das Finale wurde in einem Spiel an einem neutralen Ort ausgetragen.

## 1. Runde (Qualifikation)
|                         | Gesamt  |                           | Hinspiel | Rückspiel |
| ----------------------- | ------- | ------------------------- | -------- | --------- |
| Alvik BK                | 125:139 | KTP Kotka                 | 64:67    | 61:72     |
| Boroughmuir Edinburgh   | 112:234 | Real Madrid               | 69:108   | 43:126    |
| FAR Rabat               | 121:205 | Club Joventut de Badalona | 70:96    | 51:109    |
| Vauxhall Motors Luton   | 97:236  | AZS AWF Warschau          | 56:93    | 41:143    |
| Basket Racing Luxemburg | 113:148 | MTV Gießen                | 63:76    | 50:72     |
| Maccabi Tel Aviv        | 165:144 | BC Alsace de Bagnolet     | 85:62    | 80:82     |
| CSA Steaua Bukarest     | 124:126 | Panathinaikos Athen       | 82:65    | 42:61     |
| Honvéd Budapest         | 129:136 | KK Zadar                  | 86:72    | 43:64     |

## Teilnehmer an der Endrunde
| Teilnehmer       | Teilnehmer | Teilnehmer                 | Teilnehmer   |
| Land             | Anzahl     | Mannschaften               | Mannschaften |
| ---------------- | ---------- | -------------------------- | ------------ |
| Spanien          | 2          | Joventut de Badalona       | Real Madrid  |
| Belgien          | 1          | Racing Bell Mechelen       |              |
| Bulgarien        | 1          | ZSKA Sofia                 |              |
| BR Deutschland   | 1          | MTV Gießen                 |              |
| Finnland         | 1          | KTP Kotka                  |              |
| Griechenland     | 1          | Panathinaikos Athen        |              |
| Israel           | 1          | Maccabi Tel Aviv           |              |
| Italien          | 1          | Simmenthal Olimpia Milano  |              |
| Jugoslawien      | 1          | KK Zadar                   |              |
| Niederlande      | 1          | SVE Utrecht                |              |
| Österreich       | 1          | EK Engelmann Wien          |              |
| Polen            | 1          | AZS AWF Warschau           |              |
| Portugal         | 1          | Sport Luanda e Benfica 1   |              |
| Tschechoslowakei | 1          | TJ Spartak-Zbrojovka Brünn |              |
| Türkei           | 1          | Altınordu SK Izmir         |              |

## Achtelfinale
|                           | Gesamt  |                           | Hinspiel | Rückspiel |
| ------------------------- | ------- | ------------------------- | -------- | --------- |
| KTP Kotka                 | 147:178 | ZSKA Sofia                | 86:89    | 61:89     |
| SVE Utrecht               | 133:202 | Real Madrid               | 66:90    | 67:112    |
| Club Juventud de Badalona | 157:113 | AZS AWF Warschau          | 87:56    | 70:57     |
| Altınordu SK Izmir        | 130:167 | TJ Spartak ZJŠ Brünn      | 61:65    | 69:102    |
| Maccabi Tel Aviv          | 189:134 | MTV Gießen                | 105:62   | 84:72     |
| Panathinaikos Athen       | 141:159 | KK Zadar                  | 79:70    | 62:89     |
| Sport Luanda e Benfica    | 133:261 | Racing Bell Mechelen      | 59:90    | 74:171    |
| EK Engelmann Wien         | 135:171 | Simmenthal Olimpia Milano | 79:95    | 56:76     |

## Gruppenphase (Top 8)
Die Sieger der Spielpaarungen in der Gruppenphase wurden in Hin- und Rückspiel ermittelt. Entscheidend war das Gesamtergebnis beider Spiele. Wer dies für sich entschied, bekam den Sieg gutgeschrieben.
Bei Punktgleichheit zweier oder dreier Teams entschied nicht das Korbverhältnis, sondern der direkte Vergleich untereinander.

### Gruppe A
| Team                         | Sp | S | N | P+  | P-  |
| ---------------------------- | -- | - | - | --- | --- |
| 1. KK Zadar                  | 3  | 3 | 0 | 433 | 409 |
| 2. Simmenthal Olimpia Milano | 3  | 2 | 1 | 490 | 451 |
| 3. Joventut de Badalona      | 3  | 1 | 2 | 427 | 467 |
| 4. ZSKA Sofia                | 3  | 0 | 3 | 500 | 523 |

### Gruppe B
| Team                    | Sp | S | N | P+  | P-  |
| ----------------------- | -- | - | - | --- | --- |
| 1. TJ Spartak ZJŠ Brünn | 3  | 3 | 0 | 539 | 482 |
| 2. Real Madrid          | 3  | 2 | 1 | 501 | 482 |
| 3. Maccabi Tel Aviv     | 3  | 1 | 2 | 383 | 407 |
| 4. Racing Bell Mechelen | 3  | 0 | 3 | 350 | 402 |

## Halbfinale
|                           | Gesamt  |                      | Hinspiel | Rückspiel |
| ------------------------- | ------- | -------------------- | -------- | --------- |
| Real Madrid               | 144:137 | KK Zadar             | 76:72    | 68:65     |
| Simmenthal Olimpia Milano | 150:166 | TJ Spartak ZJŠ Brünn | 64:63    | 86:103    |

## Finale
Das Endspiel fand in Lyon statt.
|             | Ergebnis |                      |
| ----------- | -------- | -------------------- |
| Real Madrid | 98:95    | TJ Spartak ZJŠ Brünn |

- Final-Topscorer:  Miles Aiken (Real Madrid): 26 Punkte